# Iglesia de San Ambrosio (Vallenar)
La Iglesia de San Ambrosio de la ciudad de Vallenar es un templo católico ubicado en la comuna homónima, Provincia del Huasco, Región de Atacama, Chile.  Es el templo católico más grande de la Provincia del Huasco, se ubica en la plaza de armas de la capital de dicha provincia.

## Historia

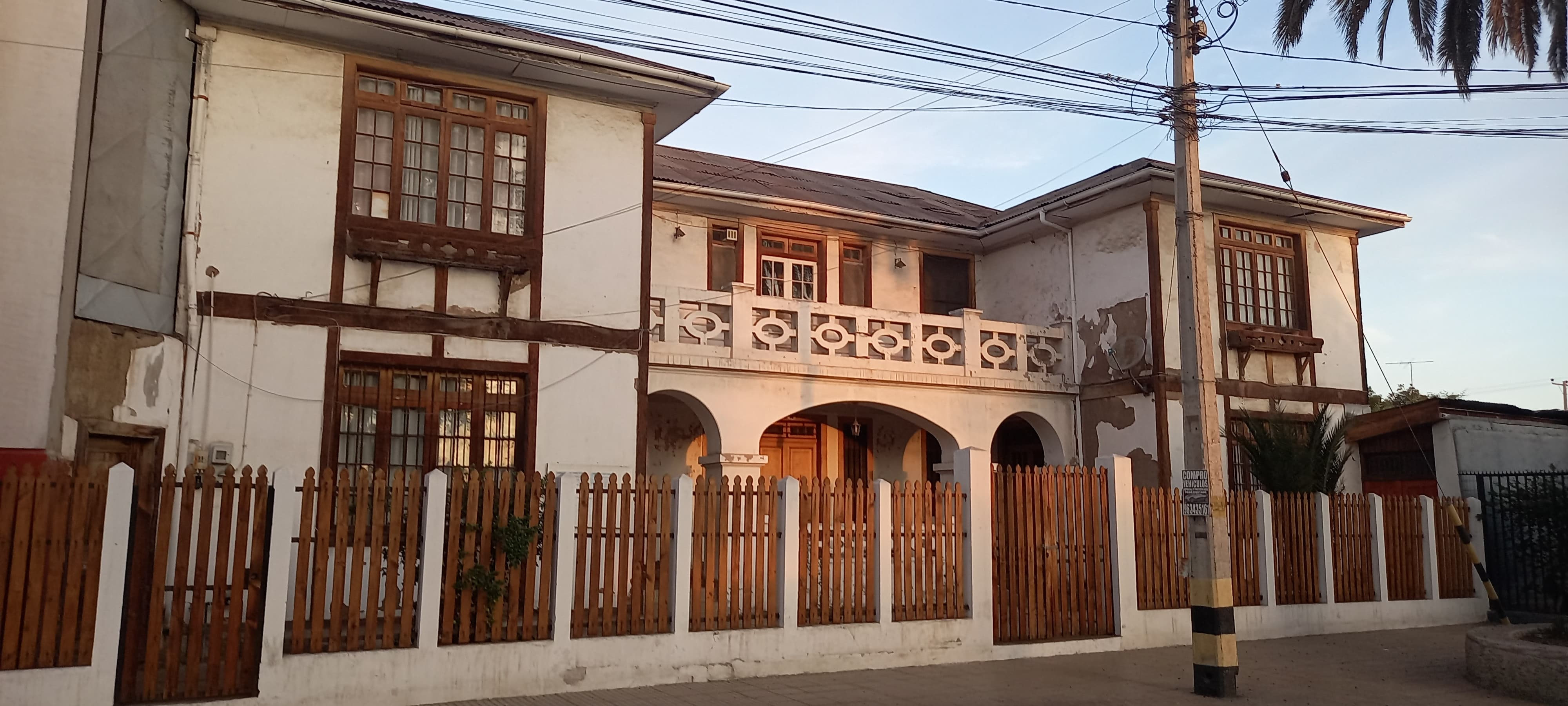
Casa parroquial.

La ciudad de Vallenar fue fundada el 5 de enero de 1789 por el gobernador del Reino de Chile en ese tiempo y luego virrey del Perú, Ambrosio O'higgins, en la planicie conocida como Paitanás. Allí existía previamente un pequeño rancho indígena con algunos vecinos españoles quienes en 1717 construyen una capilla y posteriormente una iglesia en 1784. El gobernador al fundar la villa obsequia una imagen de San Ambrosio. En 1806 se erige la primera parroquia de San Ambrosio. Este templo luego de los terremotos de 1819 y 1833 sufre daños en su estructura lo que finalmente daría paso a su demolición en 1862. La construcción del actual templo se inicia en 1874, siendo dirigidos estos trabajos por el arquitecto D. Francisco Benigno Zavala.
El 10 de noviembre de 1922 se vive un terremoto en la ciudad que alcanzó los 8,5 en potencia de Magnitud de Momento, el cual causa graves daños estructurales a la torre de la iglesia, la que con el tiempo termina por representar un peligro por desplome, por lo que es demolida. En la década de 1980 una nueva torre es construida reemplazando la anterior de cemento por una de metal, la cual se mantiene hasta la actualidad.

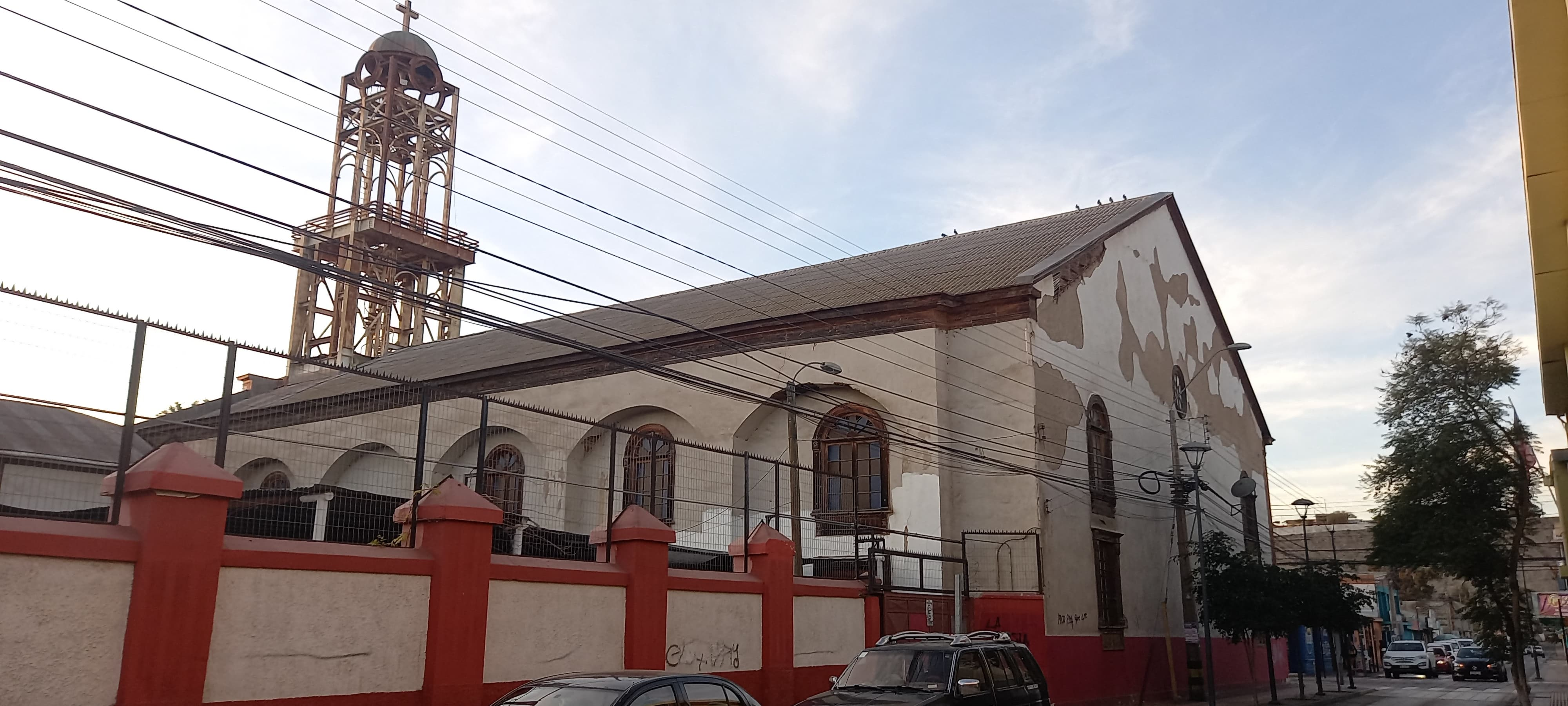
Iglesia de San Ambrosio vista desde su parte posterior.

La fiesta de Cuasimodo es considerada una expresión de religiosidad popular característica de la Zona Central de Chile, y desde sus orígenes, en la época de la Colonia, se celebra el domingo siguiente a la Pascua de Resurrección, cuando el sacerdote llevaba la comunión a los enfermos y ancianos que no podían cumplir con el deber de comulgar, al menos una vez al año y de modo especial en Pascua de Resurrección, como fue recomendado por el Concilio de Trento. A raíz de los reiterados asaltos a los religiosos que llevaban las hostias en cálices y copones, los sacerdotes se hicieron acompañar por huasos a caballo. Esta tradición llegó a la provincia del Huasco y en Vallenar particularmente se finaliza con una misa a la chilena en la parroquia San Ambrosio.

## Imágenes

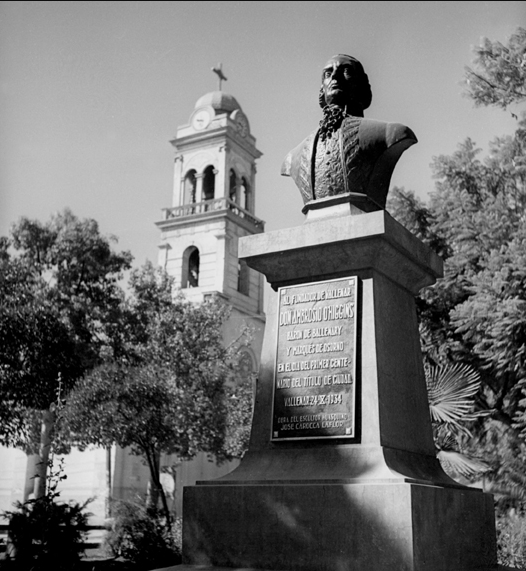
Antigua torre de la Iglesia y estatua de Ambrosio O'higgins.
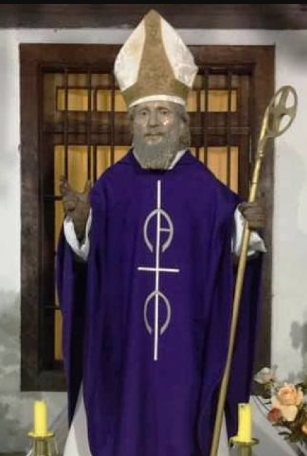
Figura de San Ambrosio, donada por Ambrosio O'higgins.